# Пенкойд
Пенко̀йд (на уелски: Pencoed) е град в Южен Уелс, графство Бридженд. Разположен е около река Еуени на около 15 km на север от залива Бристъл Чанъл на Атлантически океан и на 5 km на изток от главния административен център на графството Бридженд. Намира се на около 20 km на северозапад от столицата Кардиф. Има жп гара. Населението му е 11 832 жители според данни от преброяването през 2001 г.

## Побратимени градове
- Валдзасен, Германия
- Плузан, Франция